# Italie. Nuit napolitaine
Italie. Nuit napolitaine (en ukrainien : Італія. Неаполітанська ніч) est une aquarelle, esquisse pour la réalisation d'un rideau de théâtre réalisée par le peintre russe Mikhaïl Vroubel.
Selon le professeur Micolas Adrianovitch Prakhov (uk), avec Mikhaïl Vroubel, il n'existe pas de sujet sans intérêt ou qui ne puisse faire l'objet d'un dessin. Son énergie créatrice est puissante, mais presque chaotique. Vroubel a réalisé à plusieurs reprises des modèles de robes pour sa propre épouse, Nadejda Zabela-Vroubel, chanteuse d'opéra. 
La fin des années 1880 et le début des années 1890 ont été marquées pour lui par son rapprochement du cercle de Savva Mamontov et par le travail exécuté pour l'opéra privé du mécène. Vroubel participe aux représentations qui sont données au domaine d'Abramtsevo. Pour ces prestations il travaille avec Vassili Polenov, mais leur approche artistique diffère. Polenov reprend plutôt des sujets, des paysages, des bâtiments qui n'existent pas et qu'il n'a jamais vu, tandis que Vroubel compile des paysages et des structures architecturales qu'il a rencontrées. C'est ainsi qu'il s'y est pris pour réaliser un rideau théâtral en 1891 pour l'opéra privé de Mamontov à Moscou. Il existe trois variantes pour le même sujet. Vroubel utilise ses propres dessins de sa période de voyage en Italie et sa propre imagination exaltée. Le décor est une vue de la ville de Naples pendant la nuit italienne. S'y ajoute, la baie de la ville vue de la montagne et des personnages près de statues. Et l'éclairage vif et les riches coloris ont transformé l'ensemble en un dessin féérique. 
La première variante n'a pas satisfait l'artiste et dans la seconde il dessine la baie de Naples dans l'autre sens, le buste est remplacé par une sculpture en marbre dans laquelle on reconnaît la Vénus de Milo.
Une fois qu'il a fait son choix parmi les esquisses, tout est en place pour que le rideau invite les spectateurs à aller à la rencontre de l'art synthétique du théâtre.
Le rideau d'après l'esquisse de Vroubel a été envoyé à Moscou au théâtre Solodovnikov où il a brûlé en 1898. Seul l'aquarelle subsiste et se trouve à la Galerie Tretiakov à Moscou. 

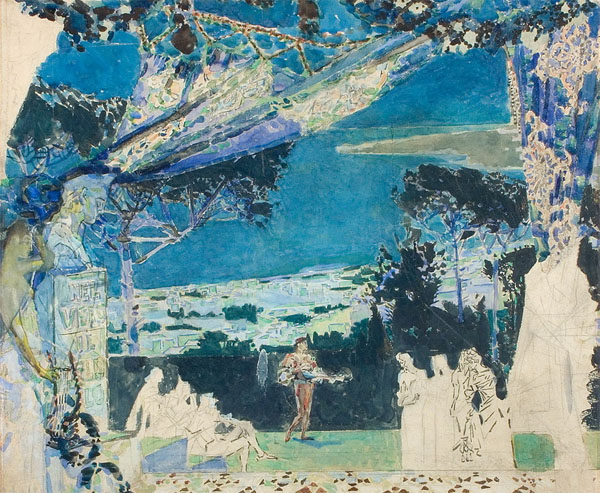
Première variante de l'esquisse pour un rideau par Vroubel.

## Sources
- Mikhaïl Vroubel, Catalogue d'exposition de la Galerie Tretiakov 1957 /«Михаил Александрович Врубель». Выставка произведений. Каталог ГТГ., М, «Искусство», 1957 (russe)
- Constantin Korovine se souvient, art plastique 1990 / «Константин Коровин вспоминает…»,М, «Изобразительное искусство», 1990,(russe)
- Aquarelles de Vroubel 1986 (russe)/«Акварели Врубеля» А.Михайлов ж «Юный художник», № 2,1986 (russe)